# Мієза
Мієза — невелике давньомакедонське місто, поблизу столиці Македонії Пелли.
В Мезіє розташовувався один з царських маєтків. Із народженням сина Філіпп II Македонський серед садів, у гаю Німф, побудував Німфейон (буквально — святилище німф) для занять Аристотеля з юним Александром, пізніше відомим історії як великий полководець Александр Великий.
Аристотель оселився тут із вихованцями (серед яких був і сам цар Філіпп II, а також майбутні діадохи та царі Птолемей I Сотер, Кассандр Македонський, інші мужі) та помічниками — Феофрастом та племінником Каллісфеном. Аристотель також привіз із собою до Македонії дружину Піфіаду, дочку Піфіаду, названу на честь матері, та з рідного Стагіра тринадцятирічного усиновленого Ніканора, однолітка Александра. Крім того, тут жили знатні македонські юнаки, і їхня присутність надавала спільному навчанню певної жвавості; разом з тим їх було не так багато, щоб це могло перешкоджати тісному спілкуванню Аристотеля з Александром. Три роки (343—340 до н. е.) присвятив Аристотель вихованню Александра, допоки Філіпп не почав долучати сина до управління державою. Великий філософ навчав Александра усім загальноосвітнім наукам, серед яких вперше з'явилась географія, крім того передав свої знання з медицини, а також свою жагу до дослідження природи.
Від Німфейона, в якому викладав Аристотель, збереглась двоповерхова аркада із кількома іонічними колонами, у поєднанні із трьома природними печерами. Археологічні знахідки: плитка, керамічні посудини та фрагменти портику Німфейона нині експонуються в Арехологічному музеї Верії.